# La Cène (Dürer)
Pour les articles homonymes, voir La Cène (homonymie).
La Cène est une gravure sur bois de l'artiste de la Renaissance allemande Albrecht Dürer datée de 1523.

## Histoire
En 1523, Dürer se confronte à nouveau à l'épisode de la Cène, qu'il avait déjà traité dans deux cycles gravés sur bois, la Grande Passion et la Petite Passion. Cette œuvre tardive, dont l'attribution a pu être contestée en 2017, se démarque par son format rectangulaire, qui fait écho à un ensemble de dessins que Dürer consacre à la Passion du Christ entre 1520 et 1524.
La référence à La Cène, fresque que Léonard de Vinci achevée avant 1498 dans le réfectoire du couvent dominicain de l'église Santa Maria delle Grazie (Milan), parait évidente. Il n'est pas certain que Dürer se soit rendu à Milan, mais il a pu avoir connaissance de cette œuvre par trois gravures qui circulèrent rapidement, dont celle de Giovanni Pietro Birago, La Cène à l'épagneul, qui suit fidèlement la fresque, même si le graveur apporte quelques modifications, notamment dans le paysage, et ajoute un chien au premier plan.
Dürer a également pu s'inspirer d'un dessin de Raphaël (Royal Collection, Windsor (Royaume-Uni)), dont deux versions gravées furent diffusées simultanément, l'une de Marco Dente et l'autre de Marcantonio Raimondi. Ce dernier a sans doute copié la gravure de son disciple Marco Dente, qui aurait, quant à lui travaillé directement à partir du dessin de Raphaël.

## Description
Dürer situe le dernier repas du Christ dans une pièce aux murs nus et aux arêtes anguleuses. L'ouverture sur l'extérieur y est réduite au petit oculus placé au-dessus du Christ, de saint Jean et de saint Pierre. Dürer opte de surcroit pour une représentation hiératique, où l'instant parait saisi et figé.

## Analyse
Pour Erwin Panofsky, cette œuvre, qu'il qualifia de « protestante », doit se lire à la lumière des débats qui opposaient alors les catholiques et les protestants, mais aussi les protestants entre eux, sur la signification donner à la Cène. Le grand plat vide, sans agneau, disposé au premier plan, rappellerait, ainsi que, pour les Protestants, la Cène ne revêt aucune dimension sacrificielle, tandis que le calice sur la table viendrait rappeler que, pour eux, la communion doit être sous les deux espèces du pain et du vin.